# Noah Bratschi
Noah Bratschi (31 de julio de 2000) es un deportista estadounidense que compite en escalada. Ganó una medalla de bronce en el Campeonato Mundial de Escalada de 2021 y una medalla de plata en los Juegos Panamericanos de 2023, ambas en la prueba de velocidad.

## Palmarés internacional
| Campeonato Mundial   | Campeonato Mundial | Campeonato Mundial | Campeonato Mundial |
| Año                  | Lugar              | Medalla            | Prueba             |
| -------------------- | ------------------ | ------------------ | ------------------ |
| 2021                 | Moscú (Rusia)      | Medalla de bronce  | Velocidad          |
| Juegos Panamericanos |                    |                    |                    |
| Año                  | Lugar              | Medalla            | Prueba             |
| 2023                 | Santiago (Chile)   | Medalla de plata   | Velocidad          |